# Tommy Fury
Pour les articles homonymes, voir Fury.
 (novembre 2021).
La mise en forme du texte ne suit pas les recommandations de Wikipédia : il faut le « wikifier ».
Les points d'amélioration suivants sont les cas les plus fréquents. Le détail des points à revoir est peut-être précisé sur la page de discussion.
- Les titres sont pré-formatés par le logiciel. Ils ne sont ni en capitales, ni en gras.
- Le texte ne doit pas être écrit en capitales (les noms de famille non plus), ni en gras, ni en italique, ni en « petit »…
- Le gras n'est utilisé que pour surligner le titre de l'article dans l'introduction, une seule fois.
- L'italique est rarement utilisé : mots en langue étrangère, titres d'œuvres, noms de bateaux, etc.
- Les citations ne sont pas en italique mais en corps de texte normal. Elles sont entourées par des guillemets français : « et ».
- Les listes à puces sont à éviter, des paragraphes rédigés étant largement préférés. Les tableaux sont à réserver à la présentation de données structurées (résultats, etc.).
- Les appels de note de bas de page (petits chiffres en exposant, introduits par l'outil «  Source ») sont à placer entre la fin de phrase et le point final[comme ça].
- Les liens internes (vers d'autres articles de Wikipédia) sont à choisir avec parcimonie. Créez des liens vers des articles approfondissant le sujet. Les termes génériques sans rapport avec le sujet sont à éviter, ainsi que les répétitions de liens vers un même terme.
- Les liens externes sont à placer uniquement dans une section « Liens externes », à la fin de l'article. Ces liens sont à choisir avec parcimonie suivant les règles définies. Si un lien sert de source à l'article, son insertion dans le texte est à faire par les notes de bas de page.
- La présentation des références doit suivre les conventions bibliographiques. Il est recommandé d'utiliser les modèles {{Ouvrage}}, {{Chapitre}}, {{Article}}, {{Lien web}} et/ou {{Bibliographie}}. Le mode d'édition visuel peut mettre en forme automatiquement les références.
- Insérer une infobox (cadre d'informations à droite) n'est pas obligatoire pour parachever la mise en page.

Pour une aide détaillée, merci de consulter Aide:Wikification.
Si vous pensez que ces points ont été résolus, vous pouvez retirer ce bandeau et améliorer la mise en forme d'un autre article.
Thomas Michael John Fury, né le 7 mai 1999, est un boxeur professionnel britannique et star de la télé-réalité. Il fait une pause dans sa carrière de boxeur en 2019 pour jouer dans la cinquième saison de l'émission de télé-réalité de ITV2 Love Island. Avec sa partenaire Molly-Mae Hague, le couple termine deuxième de la série. Il est le demi-frère cadet du champion du monde de boxe poids lourd Tyson Fury.
Durant sa carrière, il a disputé un total de dix combats, il est resté invaincu. Il a remporté quatre de ses combats sur knockout (K.O).

## Biographie
Tommy Fury est né le 7 mai 1999 à Manchester, en Angleterre. Son père John Fury est d'origine Irish Traveller et sa mère Chantal est d'origine mauricienne. Son demi-frère est l'ancien champion du monde des poids lourds Tyson Fury.

## Carrière

### Débuts
Fury a fait ses débuts professionnels contre Jevgenijs Andrejevs (10–102–3) le 22 décembre 2018 à la Manchester Arena de Manchester, marquant une victoire en quatre tours par décision par points (PTS) (40–36). Le combat faisait partie de l'undercard du Josh Warrington vs. Combat pour le titre mondial poids plume de Carl Frampton,. Dans son deuxième combat, il a enregistré le premier arrêt de sa carrière professionnelle, battant Callum Ide (0-26-2) par KO au premier tour (KO) le 23 mars 2019.
Après s'être éloigné de la boxe pendant neuf mois pour participer à une émission de télé-réalité, Fury est revenu sur le ring le 21 décembre 2019, marquant une victoire par KO technique au premier tour sur Przemyslaw Binienda (2-26) à la Copper Box. Arène à Londres. Le combat a été retransmis en direct sur BT Sport.
Le 13 novembre 2020, Tommy Fury a enregistré sa quatrième victoire consécutive, contre Genadij Krajevskij (0-12). Les deux combattants échangeaient des tirs au premier tour, mais c'est au deuxième tour que Fury a commencé à effectuer des tirs nets. Le combat s'est terminé au deuxième tour, après que Fury ait éliminé Krajevskij avec un gros uppercut. Fury s'est amélioré à 6-0 avec une victoire aux points sur Jordan Grant le 5 juin 2021.

### Combat aux États-Unis et en Arabie saoudite.

#### Fury contre Taylor
Le 29 août 2021, Fury a fait ses débuts aux États-Unis sur l'undercard de Jake Paul vs. Tyron Woodley. Il a battu Anthony Taylor (0-1) par décision unanime avec 40-36 sur les tableaux de bord des trois juges.

#### Fury contre Jake Paul
Il est annoncé le 29 octobre 2021 que Fury affronterait le 18 décembre, le YouTuber devenu boxeur professionnel Jake Paul (4-0, 3 KOs). Le combat devait être la deuxième apparition consécutive de Fury en direct sur Showtime PPV aux États-Unis et sa première fois en tête d'affiche d'une émission. Cependant, en raison d'une fracture à une côte et d'une infection bactérienne à la poitrine, Fury annonce qu'il est contraint de renoncer au combat et propose de le repousser au Nouvel an. Le combat sera repoussé une deuxième fois, Tommy Fury ne pouvant se rendre aux Etats-Unis. Tommy Fury affronte finalement Jake Paul le 26 février à Riyad,. Tommy Fury l'emporte, sur décision partagée. Aussitôt, Jake Paul appelle à une revanche, prévue par le contrat entre les deux boxeurs.

### Fury contre KSI en Grande-Bretagne
Après avoir battu Jake Paul au mois de février précédent, Tommy Fury bat un autre influenceur boxeur, le Youtubeur KSI le 14 octobre 2023 à Manchester. Mais KSI conteste la victoire du Tommy Fury et réclame une revanche.
| 9 combats       | 9 victoires | 0 défaites |
| Avant la limite | 4           | 0          |
| Sur décision    | 5           | 0          |

| No. | Résultat | Record | Adversaire          | Type | Round, temps | Date            | Lieu                                                    | Remarques                                                                                            |
| --- | -------- | ------ | ------------------- | ---- | ------------ | --------------- | ------------------------------------------------------- | --- |
| 9   | Victoire | 9-0    | KSI                 | UD   | 6            | 14 octobre 2023 | Manchester Arena, Manchester, Angleterre                | Remporte le MFB Cruiserweight Championship. Victoire par décision majoritaire pour Fury à l'origine. |
| 8   | Victoire | 8–0    | Jake Paul           | SD   | 8            | 26 février 2023 | Arabie saoudite Diriyah Arena, Diriyah, Arabie Saoudite | |
| 7   | Victoire | 7–0    | Anthony Taylor      | UD   | 6            | 29 août 2021    | Rocket Mortgage FieldHouse, Cleveland (Ohio)            | |
| 6   | Victoire | 6–0    | Bourse Jordan       | STP  | 4            | 5 juin 2021     | Telford International Centre, Telford                   | |
| 5   | Victoire | 5–0    | Scott Williams      | TKO  | 2 (4), 2:05  | 27 févr. 2021   | Copper Box Arena, Londres                               | |
| 4   | Victoire | 4–0    | Genadij Krajevskij  | KO   | 2 (4), 2:56  | 13 nov. 2020    | BT Sport Studio, Londres                                | |
| 3   | Victoire | 3–0    | Przemyslaw Binienda | TKO  | 1 (6), 1:02  | 21 déc. 2019    | Copper Box Arena, Londres                               | |
| 2   | Victoire | 2–0    | Ide Callum          | KO   | 1 (4), 1:34  | 23 mars 2019    | Leicester Arena, Leicester                              | |
| 1   | Victoire | 1–0    | Jevgenijs Andrejevs | PTS  | 4            | 22 déc. 2018    | Manchester Arena, Manchester                            | |

## Love Island
En juin 2019, il a participé à la série 5 de l'émission de téléréalité de rencontres ITV2 Love Island, terminant deuxième aux côtés de sa petite amie Molly-Mae Hague,.

## Vie privée
Depuis 2019, il partage sa vie avec l'influenceuse des médias sociaux Molly-Mae Hague, qu'il a rencontrée dans l'émission  Love Island. Le 21 octobre 2021, ils sont victimes d'un cambriolage  de leur maison à Hale (Manchester). Le couple est contraint de quitter leur logement pour des raisons de sécurité[réf. nécessaire]. Ils vivent dans le Cheshire.

## Les références
- (en) Cet article est partiellement ou en totalité issu de l’article de Wikipédia en anglais intitulé « Tommy Fury » (voir la liste des auteurs).

1. ↑  (en-US) Prajesha Naidu, « Who is Tommy Fury's girlfriend after reality show Love Island? », sur OtakuKart, 11 octobre 2021 (consulté le 15 novembre 2021).
2. ↑  Alex Varney, « Tommy Fury: I have made my own name... now I want to become a great fighter », TalkSPORT, 12 novembre 2019 (consulté le 18 novembre 2019).
3. ↑  « BoxRec: Bout », boxrec.com (consulté le 18 novembre 2019).
4. ↑  (en-US) Jerrell Fletcher, « Tommy Fury, Brother of Tyson Fury, to Make Professional Debut! », 3KINGSBOXING.COM, 22 octobre 2018 (consulté le 18 novembre 2019).
5. ↑  (en) « Warrington vs Frampton undercard completes the best bill of 2018 », BT.com (consulté le 18 novembre 2019).
6. ↑  (en) Darragh Murphy, « Tyson Fury watches younger brother Tommy scores first stoppage professional career », www.sportsjoe.ie, 23 mars 2018 (consulté le 20 décembre 2019).
7. ↑  (en-GB) « Tommy Fury: Love Island star beats Przemyslaw Binienda in 62 seconds », sur bbc.co.uk, 21 décembre 2019 (consulté le 21 décembre 2019).
8. ↑  (en) « Fight Night Live: Dubois v Fujimoto - A complete guide », BT.com (consulté le 21 décembre 2019).
9. ↑  (en-US) « Denzel Bentley Stops Mark Heffron in Four, Tommy Fury Wins », BoxingScene.com (consulté le 21 novembre 2020).
10. ↑  (en-US) BoxingScene Staff, « Tommy Fury Tested, Wins Competitive Decision Over Jordan Grant », BoxingScene.com (consulté le 30 août 2021).
11. ↑  (en) « Tommy Fury eases to points victory on US debut on Jake Paul undercard. », The Independent, 30 août 2021 (consulté le 30 août 2021).
12. ↑  (en) Scott Christ, « Jake Paul vs Tommy Fury official, set for December 18 on Showtime PPV », Bad Left Hook, 29 octobre 2021 (consulté le 6 novembre 2021).
13. ↑  « Boxe: Tommy Fury renonce à son combat face au Youtuber Jake Paul », sur RMC SPORT (consulté le 7 décembre 2021)
14. ↑  Anthony Sterpigny, « Jake Paul affrontera enfin Tommy Fury, la date et le lieu sont connus - Arts Martiaux Mixtes », sur ActuMMA, 28 janvier 2023 (consulté le 11 février 2023)
15. ↑  Olivier Angelini, « Jake Paul annonce Mike Perry comme adversaire de réserve pour Tommy Fury », sur Boxemag.com, 30 janvier 2023 (consulté le 11 février 2023)
16. ↑  Josh, « Jake Paul battu par Tommy Fury après un duel serré », sur La Sueur, 26 février 2023 (consulté le 26 février 2023)
17. ↑  « Boxe: Tommy Fury s’impose face à KSI, le Youtubeur dénonce "un vol" », sur RMC Sport Sports de Combat (consulté le 15 novembre 2024)
18. ↑  (en) Liam Prenderville, « Tommy Fury confirms boxing return in first fight since Love Island », mirror, 8 novembre 2019 (consulté le 18 novembre 2019).
19. ↑  Adam Starkey, « Love Island's Tommy Fury reveals what to expect from new reality series Meet The Furys », 3 septembre 2019 (consulté le 18 novembre 2019).